# 지아우도보군

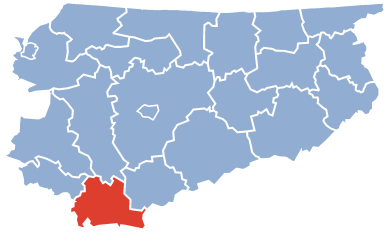
바르미아마주리주 지도에 표시된 지아우도보군의 위치

지아우도보군(폴란드어: powiat działdowski)은 폴란드 바르미아마주리주에 위치한 군으로 군청 소재지는 지아우도보이며 면적은 953.18km2, 인구는 65,288명(2019년 기준), 인구 밀도는 68명/km2이다.
북쪽으로는 오스트루다군, 북동쪽으로는 니지차군, 남동쪽으로는 마조프셰주 므와바군, 남서쪽으로는 마조프셰주 주로민군, 서쪽으로는 노베미아스토군, 마조프셰주 브로드니차군, 북서쪽으로는 이와바군과 접한다. 6개 지방 자치체(1개 도시, 1개 도시형 농촌, 4개 농촌)를 관할한다.

군기
군 문장